# 成人T細胞白血病
成人T細胞白血病（せいじんTさいぼうはっけつびょう、ATL, Adult T-cell leukemia、成人T細胞白血病/リンパ腫、- leukemia/lymphoma）は、病因である腫瘍ウイルス、HTLV-1に感染したリンパ球が腫瘍化して発症する末梢性T細胞腫瘍である。1976年（昭和51年）に高月清らによって発見、命名された。発症の原因はHTLV-I感染であり、独自の形態をもつ異型リンパ球（CD4陽性リンパ球）の単クローン性腫瘍である。

## HTLV-1に関して

### HTLV-1の概要
HTLV-1はhuman T-cell leukemia virus type 1（ヒトT細胞白血病ウイルス1型）の略称である。かつてはヒトTリンパ球向性ウイルス1型human T-lymphotropic virus type 1と呼ばれていた。1980年にはじめてヒトのレトロウイルスとして報告され、ATL（成人T細胞白血病・リンパ腫、adult T-cell leukemia-lymohoma）の原因ウイルスであることが明らかになった。HTLVにはtype1からtype4まで報告されているがtype1以外の病原性はあきらかではない。type1のgenotypeはsubtype AからGの7つに大きく分かれ地域性を反映する。日本のHTLV-1はsubtype Aに含まれる。
HTLV-1は主にHTLV-1感染者のCD4陽性Tリンパ球より検出される。HTLV-1が感染するとプロウイルスとして持続感染する。すなわち細胞のゲノムにウイルス遺伝子が取り込まれ、細胞中に長期にわたり存在・維持される。HTLV-1感染者の末梢血液中にはHTLV-1感染リンパ球が存在するがB型肝炎ウイルスなどと異なり、血漿中にはほとんどウイルスを検出できない。このためHTLV-1感染者の診断はウイルスそのものの検出ではなく、HTLV-1に対する抗体の検出によって行われる。すなわち、抗HTLV-1抗体陽性であればHTLV-1に感染していることを意味する。一度HTLV-1に感染すると自然にウイルスが消失することはないと考えられており、終生感染が持続する。また、HTLV-1感染者の末梢血リンパ球からは遺伝子増幅法（PCR法）によりHTLV-1の遺伝子を検出することができる。この方法により、HTLV-1のプロウイルス量を測定することが可能である。HTLV-1は多くの場合は1個のT細胞に1コピー組み込まれるためプロウイルス量はHTLV-1感染細胞数を意味する。
HTLV-1の遺伝子は約9kbの2本のプラス鎖RNAである。ウイルスゲノムはコアタンパク質、エンベロープタンパク質、逆転写酵素などのほかの種々の機能性タンパク質をコードする。

### HTLV-1の疫学
世界的には日本、中南米、アフリカなどにHTLV-1感染者の多い地域があることがわかっている。日本の2014年から2015年の調査では80万人程度のHTLV-1感染者がいると推定されている。かつては九州、沖縄に感染者が多く、全体の40％がこの地域に分布していた。近年は大都市圏でHTLV-1感染者が増加傾向で地域分布が変化していると考えられている。
HTLV-1感染が原因となって発症するHTLV-1関連疾患にはATL（成人T細胞白血病・リンパ腫、adult T-cell leukemia-lymohoma）、HAM（HTLV-1関連脊髄症、HTLV-1-associated myelopathy）、HAU（HTLV-1関連ぶどう膜炎、HTLV-1-associated uveitis）などが知られている。HTLV-1感染者のうちHTLV-1関連疾患を発症するのはごく一部であり、ATLの発症率が約5％であり、HAMの発症率は0.3％である。大半の感染者はHTLV-1関連疾患を発症することなく生涯を終える。HTLV-1プロウイルス量が多いHTLV-1感染者はHTLV-1関連疾患の発症リスクが高いと考えられている。

### HTLV-1の感染
HTLV-1感染者の体液中にウイルス粒子が検出されず、伝播にはHTLV-1感染細胞が他者の体内に入ることが必要である。このためHTLV-1の感染力は極めて弱い。感染経路は、母子感染と男女間の水平感染である。母子感染では母乳を介した伝播が主なものである。水平感染では性交渉で起こりやすい。かつては輸血による感染も認められたが、1986年以降は血液製剤に対するHTLV-1スクリーニング検査が行われており、輸血による感染の危険性は無い。稀な伝播経路として臓器移植が挙げられる。
キャリアの母親による母乳保育が継続された場合、児の約20%がキャリア化するとされる。一方、これを人工栄養へ切り替えることによって、母子感染は防げる。性交による感染は通常、精液に含まれるリンパ球を通じての男性から女性への感染である。個体内でのHTLV-1増殖の場は、主にリンパ節であると考えられている。リンパ節で増殖したATL細胞が血液中に流出すると、特徴的なATL細胞が末梢血で見られるようになる。

### HTLV-1の発癌機構
母乳中のHTLV-1感染リンパ球が乳児の消化管内で乳児のリンパ球に接触することでHTLV-1は新たに感染することができる。レトロウイルスであるため、リンパ球DNAに組み込まれ、ウイルスの再生産を行う。HTLV-1のp40 taxは宿主細胞のIL-2レセプター遺伝子などを活性化し、その分裂増殖を引き起こす。こうして無限増殖を繰り返す宿主細胞がその過程でなんらかのエラーをおこし、形質転換をおこし、ATLを発症すると考えられている。

### HTLV-1感染の診断
一次検査
一次検査では血清抗HTLV-1抗体の有無を確認する。PA法、CLEIA法、CLIA法、ECLIA法が推奨されている。一次検査が陰性の場合、HTLV-1感染はないと考える。陽性であっても偽陽性がふくまれるため確認検査が必要となる。
確認検査
確認検査はWB法もしくはLIAで血清抗HTLV-1抗体の有無を確認する。確認検査で陽性ならばHTLV-1感染であり、陰性ならばHTLV-1感染ではないと評価する。確認検査の問題点として判定保留となる場合があることである。非流行地WB法の判定保留が20％にも及ぶ。LIA法はWB法より判定保留率が低くなる可能性がある。判定保留の場合はPCR法でHTLV-1プロウイルス検出を行うことでより正確で信頼性の高い診断が期待できる。

## 疫学
原因ウイルスであるHTLV-Iの感染者は日本、特に沖縄県・南九州・長崎県に多く、他にはカリブ海沿岸諸国、中央アフリカ、南米などに感染者がみられる。そのため、成人T細胞白血病（ATL）患者もこれらの地域に多くみられる。
日本におけるATLによる年間死亡者数は約1,000人であり、1998年（平成10年）以降の10年間に減少傾向はみられていない。

## 症状
症状は病型によって異なる。急性型やリンパ腫型では全身倦怠感、食欲不振、全身リンパ節腫脹、皮膚病変、肝脾腫などの所見や症状が認められる。またいわゆる腫瘍熱として発熱を認める症例が多い。ATLの皮膚病変には様々なものがみられ、紅斑型、多発丘疹型、結節腫瘤型、紅皮症型など様々な形態を取りうることが知られている。重要臓器にATL細胞が浸潤した場合や、高カルシウム血症を伴う際はその症状を示す。くすぶり型は無症状であることが多く、あってもほとんどは皮膚病変のみである。慢性型も同様であるがリンパ節腫脹を伴う場合もある。
ATLでは強い免疫不全のため、他の血液疾患でも合併がみられる細菌性肺炎、真菌性肺炎以外に造血幹細胞移植後以外の通常の血液疾患化学療法ではほとんど問題にならないサイトメガロウイルス、ニューモシスチス・ジロベッチ、結核などの合併が認められる。

## 検査所見
検査所見も病型によって異なる。くすぶり型は末梢血液像で異常リンパ球（腫瘍細胞）が5％以上認められるのが唯一の異常所見であることが多い。機械式の血液像検査では検出できない場合があるため目視（鏡検）による血液像検査が望ましい。慢性型は白血球、リンパ球増多が認められる。くすぶり型や慢性型でもLDHやsIL-2Rが上昇することがある。ATLの腫瘍細胞は形態的には核に複雑な切れ込みのみられるフラワー細胞が有名であるが、くすぶり型と慢性型ではフラワー細胞がみられることは少なく、ほとんどの腫瘍細胞は軽度のくびれが認められる異型性の軽いものであり、形態診断には注意を要する。急性型やリンパ腫型ではLDHやsIL-2Rが著増する。リンパ腫型は末梢血に腫瘍細胞をほとんど認めない。急性型は定義上は他の3病型の定義を満たさないものとされているが通常は白血球増多があり末梢血中にATL細胞が認められる。

## 画像所見
CTではリンパ節腫脹や肝脾腫などの症状に応じた所見が認められる。

## 診断
ATLの診断は成熟T細胞性の腫瘍の患者で抗HTLV-1抗体が陽性であることを示すことから始まる。次にリンパ節や皮膚など生検標本の免疫染色を含む病理診断、末梢血に異常細胞が出現している場合にはフローサイトメトリー法によって腫瘍細胞がCD4、CD25が陽性であることを確認する（まれにCD4陰性CD8陽性ATLが存在する）。これらの検査で概ね確定ができる。しかしHTLV-1キャリアにATL以外のT細胞が発生することも可能性としてありえるため、厳密にはHTLV-1が腫瘍細胞に単クローン性に組み込まれていることをサザンブロット法で確認できる。非典型例ではサザンブロット法が診断に必要である。ATLでは末梢血リンパ球のサザンブロット法で単クローン性の取り込みパターンが認められるがHAMではポリクローナルまたはオリゴクローナルな取り込みパターンとなる。

### 病型分類
1991年に日本臨床腫瘍研究グループ リンパ腫グループ（JCOG-LSG、Japan clinical oncology group-lymphoma study group）は1980年代の全国実態調査で収集されたATL患者の情報から、急性型、リンパ腫型、慢性型、くすぶり型の4臨床病型を提唱した。
慢性型には予後不良因子があり血清LDH値が正常値上限を超える、血清BUN値が施設正常上限を超える、血清アルブミン値が施設正常値下限を下回るのいずれか1つでも有するかどうかによって亜分類した。この臨床病型分類は下山分類として世界的に広く使用されている。病型分類に必要な情報は末梢血白血球数と白血球分画（自動血球分析ではATL細胞を認識できない場合があるため、原則目視で判断する）、生化学的検査（LDH、Ca、BUN、アルブミン）、リンパ節腫大の有無（有りの場合には組織学的診断）、皮膚や臓器・中枢神経病変の有無である。急性型、リンパ腫型、予後不良因子を有する慢性型ATLをaggressive ATLとよぶ。予後不良因子を有さない慢性型ATLとくすぶり型ATLをindolent ATLとする。Aggressive ATLはindolent ATLから移行（急性転化）してあるいはindolent ATLの時期を経ず、もしくはindolent ATLの時期に発見されずに発症する。

### 予後因子
ATL-prognostic index(ATL-PI)プロジェクトは研究に参加した全国81の血液内科医療機関とATL診療を積極的に行っている3つの皮膚科医療機関において2000年代に診断されたATL患者の後ろ向き調査である。このデータベースから同種造血幹細胞移植を受けなかった急性型とリンパ腫型ATL患者に対する予後因子として病期（Ann Arbor分類やLugano分類）、パフォーマンスステータス、年齢、血清アルブミン値、血清sIL-2R値の5つを決定した。算術式から低・中・高リスクの3群に分類するATL-PIを決定し、それをスコア化することによって臨床的に用いやすくしたsimplified ATL-PI(sATL-PI)を作成した。くすぶり型、慢性型に対しても同様の作業を行い。予後因子としてsIL-2Rのみが抽出され、indolent ATL-PI(iATL-PI)とsimplified iATL-PI(siATL-PI)を作成した。

## 治療
Indolelent ATLでは通常は無症状で緩慢な経過をたどり、早期に治療介入することによる予後改善が認められないため、急性型に移行するまで無治療経過観察される。皮膚病変に対して皮膚指向性治療が行われるが生存期間の改善に貢献するエビデンスはない。海外では皮膚病変や日和見感染など有症状のindolent ATLにインターフェロンαとジドブジン併用療法がひとつの選択肢になっている。
Aggressive ATLでは70歳以下ならばmLSG15療法（VCAP-AMP-VECP療法）と同種造血幹細胞移植が検討される。70歳を超える場合はCHOP療法ベースの化学療法を救援療法としてはヒト化抗CCR4モノクローナル抗体であるモガムリズマブやレナリドミドが検討される。
- CHOP療法：シクロフォスファミド＋ドキソルビシン＋ビンクリスチン＋プレドニゾロン
- VCAP-AMP-VECP療法：ビンクリスチン＋シクロフォスファミド＋ドキソルビシン＋プレドニゾロン
-ドキソルビシン＋ラニムスチン＋プレドニゾロン
-ビンデシン＋エトポシド＋カルボプラチン＋プレドニゾロン

- 抗CCR4抗体（モガムリズマブ）

再発難治例に対して保険適応も 他多剤併用化学療法とも合わせて用いられる。
- レナリドミド

再発難治例に保険適応あり

## 歴史
1970年代の日本の白血病、リンパ腫の論文ではいくつかの興味深い症例報告をみることができる。西南日本に予後不良の悪性リンパ腫が多いこと、家族内発症が悪性リンパ腫にみられること、ホジキン病が南九州に多いこと、セザリー症候群や皮膚T細胞リンパ腫が九州に多いこと、リンパ腫から白血化し、急激に死にいたる症例が認められること、末梢血に核が分葉した奇妙な白血病細胞が認められることなどがあげられる。
これらの多くは2008年（平成20年）現在の診断能力ではATLと診断されておかしくないものばかりであるが、腫瘍ウイルスが原因とわかったのは1980年代である。
2015年10月21日、京都大学らのグループがスパコンの「京」を用いて、成人T細胞白血病の遺伝子異常の全貌を解明することに成功したと発表。本研究は国際科学誌「Nature Genetics」電子版に掲載された。
本研究の結果は、ATLの病気の仕組みの解明に大きな進展をもたらすのみならず、今後、本疾患を克服するための診断や治療への応用が期待される。

## 分布と縄文人
ATLのウイルスキャリアが日本人に多数存在することは知られていたが、東アジアの周辺諸国ではまったく見出されていない。いっぽうアメリカ先住民やアフリカ、ニューギニア先住民などでキャリアが多い。日本国内の分布に目を転じると、南九州や沖縄、アイヌに特に高頻度で見られ、四国南部、紀伊半島の南部、東北地方の太平洋側、隠岐の島壱岐島壱岐島、五島列島などの僻地や離島に多いことが判明している。九州、四国、東北の各地方におけるATLの好発地域を詳細に検討すると、周囲から隔絶され交通の不便だった小集落でキャリアは高率に温存されている。東京、大阪、名古屋、福岡などで観察される患者の90%以上は沖縄県・南九州・長崎県などのATL好発地帯からの移動者で占められていた。以上より、日沼頼夫はこのウイルスのキャリア好発地域は、縄文系の人々が高密度で残存していることを示していると結論付けた。HTLVはかつて日本列島のみならず東アジア大陸部にも広く分布していたが、激しい淘汰が繰り返されて大陸部では消滅し、弥生時代になってウイルス非キャリアの大陸集団が日本列島中央部に多数移住してくると、列島中央部でウイルスが薄まっていったが、列島両端や僻地には縄文系のキャリア集団が色濃く残ったものと考えられる。

## 関連人物
- 古賀震
- 重松逸造
- 松岡雅雄